# 660-й смешанный авиационный полк
660-й смешанный авиационный полк, он же до августа 1942 года 660-й лёгкий бомбардировочный авиационный полк— воинская часть вооружённых СССР в Великой Отечественной войне.

## История
Сформирован в ноябре 1941 года в Среднеазиатском военном округе во Фрунзе на базе Фрунзенской школы пилотов . В январе 1942 года направлен на Волховский фронт
В составе действующей армии с 31 января 1942 по 5 марта 1943 года.
В конце января 1942 года поступил в распоряжение командования 59-й армии. С этого времени и до августа 1942 года, действует над Волховом, с января по май 1942 года участвует в Любанской операции, ведёт ночные бомбардировки в частности в районах Любани, Чудово доставляет в окружённую 2-ю ударную армию боеприпасы, продукты, медикаменты, обратно вывозит раненых, затем участвует в операции по выводу войск армии из окружения.
В августе 1942 года переформирован в смешанный авиационный полк и до марта 1943 года продолжает деятельность, в основном над Волховским плацдармом.
В марте 1943 года был расформирован.

## Подчинение
| Дата            | Фронт (округ)                                              | Армия                | Корпус | Дивизия | Примечания |
| --------------- | ---------------------------------------------------------- | -------------------- | ------ | ------- | ---------- |
| 01.12.1941 года | Среднеазиатский военный округ                              | -                    | -      | -       | -          |
| 01.01.1942 года | Резерв Ставки ВГК                                          | -                    | -      | -       | -          |
| 01.02.1942 года | Волховский фронт                                           | 59-я армия           | -      | -       | -          |
| 01.03.1942 года | Волховский фронт                                           | 59-я армия           | -      | -       | -          |
| 01.04.1942 года | Волховский фронт                                           | 59-я армия           | -      | -       | -          |
| 01.05.1942 года | Ленинградский фронт (Группа войск Волховского направления) | 59-я армия           | -      | -       | -          |
| 01.06.1942 года | Ленинградский фронт (Волховская группа войск)              | 59-я армия           | -      | -       | -          |
| 01.07.1942 года | Волховский фронт                                           | 59-я армия           | -      | -       | -          |
| 01.08.1942 года | Волховский фронт                                           | -                    | -      | -       | -          |
| 01.09.1942 года | Волховский фронт                                           | 14-я воздушная армия | -      | -       | -          |
| 01.10.1942 года | Волховский фронт                                           | 14-я воздушная армия | -      | -       | -          |
| 01.11.1942 года | Волховский фронт                                           | 14-я воздушная армия | -      | -       | -          |
| 01.12.1942 года | Волховский фронт                                           | 14-я воздушная армия | -      | -       | -          |
| 01.01.1943 года | Волховский фронт                                           | 59-я армия           | -      | -       | -          |
| 01.02.1943 года | Волховский фронт                                           | 59-я армия           | -      | -       | -          |
| 01.03.1943 года | Волховский фронт                                           | 59-я армия           | -      | -       | -          |

## Командир полка
- старший лейтенант, капитан Павел Степанович Новиков

## Комиссар полка, заместитель командира полка по политической части
- батальонный комиссар, майор Алексей Харитонович Стасишин

## Начальник штаба полка
- майор Василий Васильевич Марченко

## Отличившиеся лётчики полка
- Маринюк Андрей Иванович, младший лейтенант, штурман звена. Награжден Приказом Военного Совета Волховского фронта №0121н от 03.11.1942 г. Награжден Приказом Военного Совета Ленинградского фронта №037н от 19.05.1942 г.
- Некрасов Анатолий Флегонтович, старшина, пилот. Награжден Приказом Военного Совета Волховского фронта №0121н от 03.11.1942 г.
- Агафонов Василий Александрович, старшина, стрелок-бомбардир. Награжден Приказом Военного Совета Волховского фронта №0121н от 03.11.1942 г.
- Баткаев Хамза Ибрагимович, старший сержант, пилот. Награжден Приказом Военного Совета Ленинградского фронта №037н от 19.05.1942 г.
- Вислогузов Виктор Васильевич, старший сержант, командир звена. Награжден Приказом Военного Совета Ленинградского фронта №037н от 19.05.1942 г.
- Воробьев Дмитрий Сергеевич, младший лейтенант, командир звена. Награжден Приказом Военного Совета Волховского фронта №0121н от 03.11.1942 г.
- Голковский Петр Данилович, младший политрук, комиссар эскадрильи. Награжден Приказом Военного Совета Ленинградского фронта №037н от 19.05.1942 г.
- Гончаренко Михаил Поликарпович, младший лейтенант, штурман звена. Награжден Приказом Военного Совета Волховского фронта №0121н от 03.11.1942 г.
- Галкин Николай Павлович, младший лейтенант, пилот. Награжден Приказом Военного Совета Волховского фронта №0121н от 03.11.1942 г.
- Егоров Виктор Иванович, старший сержант, пилот. Награжден Приказом Военного Совета Ленинградского фронта №037н от 19.05.1942 г.
- Иванов Виктор Михайлович, старший сержант, пилот. Награжден Приказом Военного Совета Ленинградского фронта №037н от 19.05.1942 г.
- Казак Николай Александрович, старшина, стрелок-бомбардир. Награжден Приказом Военного Совета 14-й воздушной армии №067н от 17.03.1943 г.
- Карпович Иван Петрович, старший лейтенант, заместитель командира эскадрильи. Награжден Приказом Военного Совета Волховского фронта №0121н от 03.11.1942 г.
- Коршунов Александр Нефедович, политрук, комиссар эскадрильи. Награжден Приказом Военного Совета Ленинградского фронта №037н от 19.05.1942 г.
- Косоухов Яков Кузьмич, капитан, штурман полка. Награжден Приказом Военного Совета Волховского фронта №0121н от 03.11.1942 г.
- Криван Георгий Вильгельмович, старшина, стрелок-бомбардир. Награжден Приказом Военного Совета 14-й воздушной армии №067н от 17.03.1943 г.
- Круганов Василий Акимович, сержант, стрелок-бомбардир. Награжден Приказом Военного Совета Ленинградского фронта №037н от 19.05.1942 г.
- Кулебякин Константин Иосифович, лейтенант, пилот. Награжден Приказом Военного Совета 14-й воздушной армии №067н от 17.03.1943 г.
- Лазарев Григорий Ефимович, сержант, стрелок-бомбардир. Награжден Приказом Военного Совета Ленинградского фронта №037н от 19.05.1942 г.
- Марченко Василий Васильевич, майор, начальник штаба полка. Награжден Приказом Военного Совета 14-й воздушной армии №067н от 17.03.1943 г.
- Матиенко Александр Тарасович, младший лейтенант, штурман звена. Награжден Приказом Военного Совета Волховского фронта №0121н от 03.11.1942 г.
- Мызников Илья Владимирович, капитан, штурман эскадрильи. Награжден Приказом Военного Совета Волховского фронта №0121н от 03.11.1942 г.
- Некрасов Анатолий Флегонтович, старший сержант, пилот. Награжден Приказом Военного Совета Ленинградского фронта №037н от 19.05.1942 г.
- Новиков Павел Степанович, капитан, командир полка. Награжден Приказом Военного Совета Волховского фронта №0135н от 29.12.1942 г. Награжден Приказом Военного Совета Ленинградского фронта №037н от 19.05.1942 г.
- Новицкий Иван Павлович, старшина, стрелок-бомбардир. Награжден Приказом Военного Совета 14-й воздушной армии №067н от 17.03.1943 г.
- Петкевич Иван Ильич, сержант, стрелок-бомбардир. Награжден Приказом Военного Совета Ленинградского фронта №037н от 19.05.1942 г.
- Пузырук Андрей Васильевич, сержант, стрелок-бомбардир. Награжден Приказом Военного Совета Ленинградского фронта №037н от 19.05.1942 г.
- Разгуляев Алексей Борисович, лейтенант, пилот. Награжден Приказом Военного Совета 14-й воздушной армии №067н от 17.03.1943 г.
- Савин Александр Карпович, сержант, стрелок-бомбардир. Награжден Приказом Военного Совета Волховского фронта №0121н от 03.11.1942 г.
- Севрюков Василий Федорович, младший лейтенант, пилот. Награжден Приказом Военного Совета Волховского фронта №0121н от 03.11.1942 г.
- Силаев Геннадий Алексеевич, старший лейтенант, командир эскадрильи. Награжден Приказом Военного Совета Ленинградского фронта №037н от 19.05.1942 г.
- Стасишин Алексей Харитонович, батальонный комиссар, комиссар полка. Награжден Приказом Военного Совета Ленинградского фронта №037н от 19.05.1942 г.
- Тарасенко Михаил Андреевич, сержант, стрелок-бомбардир. Награжден Приказом Военного Совета Ленинградского фронта №037н от 19.05.1942 г.
- Утукин Сергей Федорович, старший сержант, командир звена. Награжден Приказом Военного Совета Ленинградского фронта №037н от 19.05.1942 г.
- Фадеев Павел Михайлович, сержант, стрелок-бомбардир. Награжден Приказом Военного Совета Ленинградского фронта №037н от 19.05.1942 г.
- Чехонин Александр Федорович, младший лейтенант, пилот. Награжден Приказом Военного Совета Волховского фронта №0121н от 03.11.1942 г.
- Яковлев Пётр Яковлевич, сержант, стрелок-бомбардир. Награжден Приказом Военного Совета Ленинградского фронта №037н от 19.05.1942 г.